# ムラデン・クルスタイッチ
ムラデン・クルスタイッチ（Младен Крстајић, 1974年3月4日 - ）は、ボスニア・ヘルツェゴビナ（旧ユーゴスラビア）・ゼニツァ出身の元サッカー選手。ポジションはディフェンダー（センターバック）。元セルビア代表。

## 経歴
旧ユーゴスラビアのゼニツァでモンテネグロ人の父親とセルビア人の母親の間に生まれ、NKチェリク・ゼニツァの下部組織に在籍したが、ボスニア・ヘルツェゴビナ紛争によって現在のセルビアに移住した。
2000年に加入したヴェルダー・ブレーメンでは主力としてプレーし、2003-04シーズンにはブンデスリーガとDFBポカールの2冠を達成した。その後2004年に移籍したシャルケ04には5年間在籍し、チームのキャプテンも務めた。2009年にパルチザン・ベオグラードへ復帰し、2010-11シーズンにスーペルリーガと国内カップの2冠を置き土産に現役を引退した。
2017年10月31日、自身がアシスタントコーチを務めていたセルビア代表のスラヴォリュブ・ムスリン監督が解任され、後任として暫定監督に就任。同年12月29日、正式に監督に就任した。就任1年足らずで迎えた2018 FIFAワールドカップでは、初戦でコスタリカに勝利したものの、続くスイス戦、ブラジル戦に敗れ、グループリーグで敗退した。

## 所属クラブ
- FKセンタ 1992-1993
- OFKキキンダ 1993-1995
- パルチザン・ベオグラード 1995-2000
- ヴェルダー・ブレーメン 2000-2004
- シャルケ04 2004-2009
- パルチザン・ベオグラード 2009-2011

## 代表歴

### 出場大会
- ユーゴスラビア代表
- セルビア・モンテネグロ代表
  - 2018 FIFAワールドカップ
- セルビア代表

### 試合数
- 国際Aマッチ 20試合 2得点（ユーゴスラビア、1999年-2002年）[3]
- 国際Aマッチ 27試合 0得点（セルビア・モンテネグロ、2002年-2006年）[3]
- 国際Aマッチ 11試合 0得点（セルビア、2006年-2008年）[3]

| ユーゴスラビア代表 | 国際Aマッチ | 国際Aマッチ |
| 年                 | 出場        | 得点        |
| ------------------ | ----------- | ----------- |
| 1999               | 2           | 0           |
| 2000               | 5           | 0           |
| 2001               | 5           | 1           |
| 2002               | 8           | 1           |
| 通算               | 20          | 2           |

| セルビア・モンテネグロ代表 | 国際Aマッチ | 国際Aマッチ |
| 年                         | 出場        | 得点        |
| -------------------------- | ----------- | ----------- |
| 2002                       | 3           | 0           |
| 2003                       | 7           | 0           |
| 2004                       | 5           | 0           |
| 2005                       | 7           | 0           |
| 2006                       | 5           | 0           |
| 通算                       | 27          | 0           |

| セルビア代表 | 国際Aマッチ | 国際Aマッチ |
| 年           | 出場        | 得点        |
| ------------ | ----------- | ----------- |
| 2006         | 5           | 0           |
| 2007         | 4           | 0           |
| 2008         | 2           | 0           |
| 通算         | 11          | 0           |

## タイトル

### クラブ
パルチザン
- セルビア・スーペルリーガ : 1995-96, 1996-97, 1998-99, 2009-10, 2010-11
- セルビア・カップ : 1997-98, 2010-11

ブレーメン
- ブンデスリーガ : 2003-04
- DFBポカール : 2003-04

シャルケ
- DFLリーガポカール : 2005